# Хансен, Джозеф (троцкист)
Джозеф Лерой Хансен (англ. Joseph Leroy Hansen; 16 июня 1910 — 18 января 1979) — американский политик, троцкист, один из лидеров Социалистической рабочей партии.

## Краткая биография
Джозеф Хансен родился в Ричфилде, штат Юта. Был старшим из 15 детей в бедной семье портного Конрада Хансена, эмигранта из Норвегии. Единственный из всех детей уделял внимание колледжу. Великая депрессия положила начало его политической радикализации — с этого времени он стал убеждённым социалистом, и вступил в троцкистскую группу Джеймса П. Кэннона.
Во второй половине 1930-х годов Хансен со своей женой ездил в Мексику к Троцкому. С 1937 года до гибели Троцкого Хансен работает его секретарём и охранником. Когда сталинистский агент Рамон Меркадер смертельно ранил Троцкого, Хансен совместно с Чарльзом Корнеллом не дали убийце скрыться. Вернувшись в Соединённые Штаты, Хансен работал торговым моряком. В это время он стал редактором газеты СРП «Милитант» («The Militant»). С 1940 по 1975 год Хансен входил в состав Национального комитета Социалистической рабочей партии. В 1940—1941 и 1955—1959 годах являлся редактором журнала СРП «Fourth International».
После раскола Четвёртого интернационала в 1953 году он прилагал все усилия для воссоединения Международного комитета и Международного секретариата. В 1963 году, когда произошло объединение двух тенденций, Хансен вошёл в число лидеров Воссоединённого Четвёртого интернационала и стал редактором его англоязычного журнала «World Outlook».
Джозеф Хансен был сторонником Кубинской революции 1959 года, и был автором книги о ней — «Динамика Кубинской революции. Марксистская оценка» («Dynamics of the Cuban Revolution. A Marxist Appreciation»). Вместе с Фарреллом Добсом он в начале 1960-х годов посетил Кубу. Они играли активнейшую роль в учреждении и деятельности Комитета за справедливость для Кубы (Fair Play for Cuba Committee).
Джозеф Хансен умер от инфекционной болезни в Нью-Йорке 18 января 1979 года. Его жена и ближайший соратник Реба Хансен оставалась членом СРП до своей смерти в 1990 году.